# Nucella lima
Nucella lima, tên tiếng Anh: File Dog Winkle, là một loài ốc biển, là động vật thân mềm chân bụng sống ở biển thuộc họ Muricidae, họ ốc gai.

## Miêu tả
Kích thước vỏ ốc khoảng 19 mm và 51 mm

## Phân bố
Loài này phân bố ở Thái Bình Dương từ Bắc cực tới Baja California, México; và dọc theo miền bắc Nhật Bản